# Bohdan Piątkowski

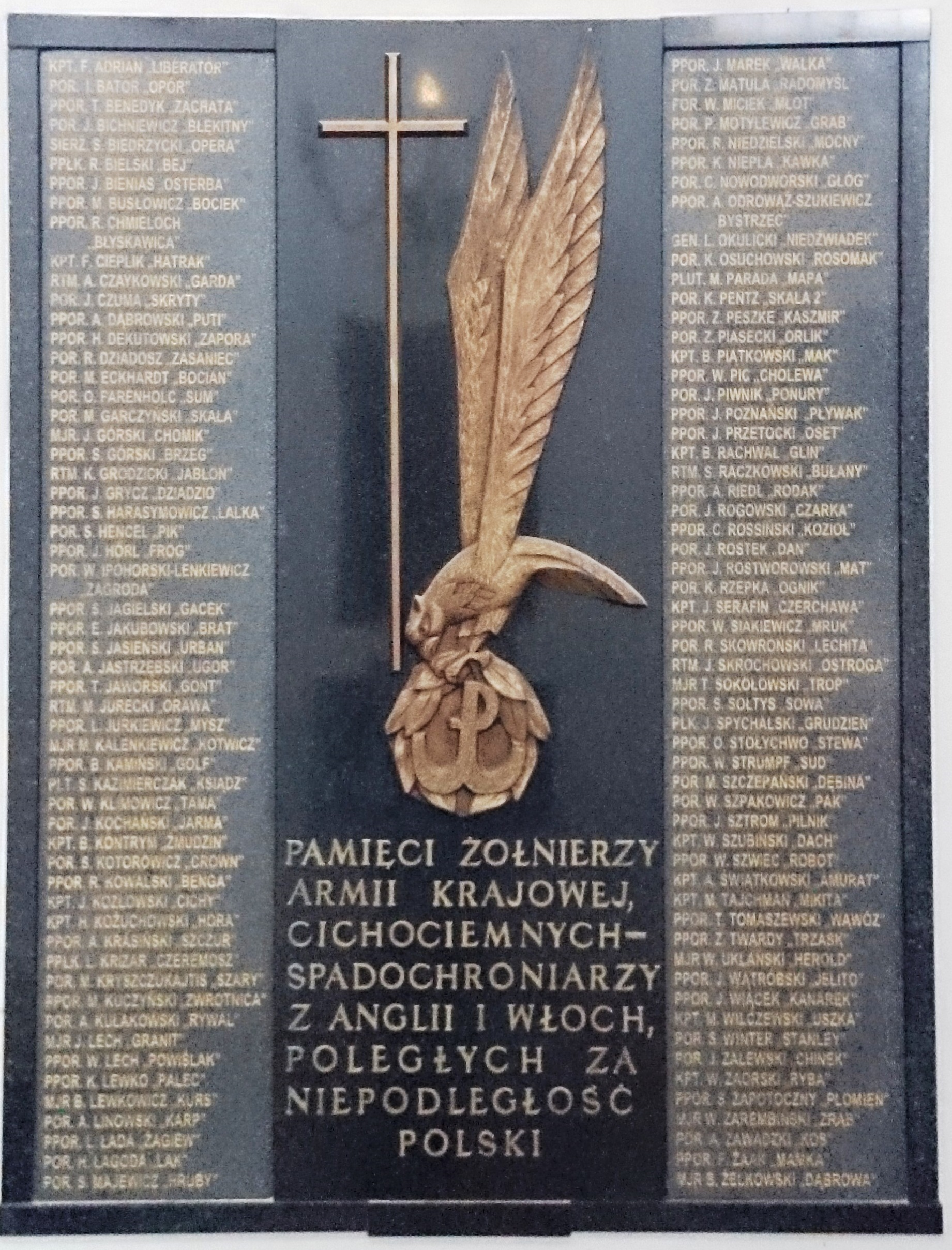
Tablica w kościele św. Jacka w Warszawie, upamiętniająca poległych cichociemnych, w tym Bohdana Piątkowskiego

Bohdan Juliusz Konrad Piątkowski vel Stanisław Karpiński, ps. Mak, Dżul (ur. 11 kwietnia 1910 we Lwowie, zm. prawdop. w 1943 w Mińsku) – kapitan artylerii Polskich Sił Zbrojnych, cichociemny.

## Życiorys
Bohdan Piątkowski urodził się 11 kwietnia 1910 roku we Lwowie, w rodzinie Mieczysława, pułkownika żandarmerii Wojska Polskiego, i Wiktorii z Olszewskich.
W 1928 roku zdał maturę w Korpusie Kadetów nr 2 we Chełmnie. W latach 1928–1930 uczył się w Szkole Podchorążych Artylerii w Toruniu. Od 1930 roku służył w 7 dywizjonie artylerii konnej, a od 2 maja 1935 roku – w 1 dywizjonie artylerii konnej.
We wrześniu 1939 roku służył jako oficer mobilizacyjny w Ośrodku Zapasowym Artylerii Konnej. 27 października 1939 roku przekroczył granicę polsko-litewską. Był internowany na Litwie. W styczniu 1940 roku dotarł do Francji, gdzie został przydzielony do 3 baterii 3 pułku artylerii lekkiej 3 Dywizji Piechoty.
W czerwcu 1940 roku został ewakuowany do Wielkiej Brytanii, gdzie został przydzielony do 1 baterii 1 dywizjonu artylerii lekkiej 1 Brygady Strzelców.
Zgłosił się do służby w kraju. Po konspiracyjnym przeszkoleniu w dywersji został zaprzysiężony 10 listopada 1941 roku w Oddziale VI Sztabu Naczelnego Wodza. Zrzutu dokonano w nocy z 3 na 4 marca 1942 roku w ramach operacji „Collar” dowodzonej przez kpt. naw. Antoniego Voelnagla (zrzut na placówkę odbiorczą „Pole” 9 km na południowy zachód od Wyszkowa). Na własną prośbę dostał przydział na IV Odcinek Wachlarza. Był dowódcą grupy dywersyjnej, która m.in. wysadziła niemiecki pociąg z amunicją na trasie Mińsk–Orsza. Od września był zastępcą dowódcy IV Odcinka i komendantem bazy w Mińsku.
12 grudnia 1942 roku został aresztowany przez Gestapo w Mińsku. W czasie próby ucieczki ok. 10 stycznia 1943 roku został ciężko postrzelony i umieszczony w szpitalu więziennym. 6 lutego dokonano nieudanej próby odbicia Piątkowskiego. Od tego momentu zaginął. Prawdopodobnie został zabity pod koniec tego miesiąca.
Bohdan Piątkowski był żonaty z Danutą Rylską. Nie miał dzieci.

## Awanse
- podporucznik – ze starszeństwem z dniem 15 sierpnia 1930 roku
- porucznik – ze starszeństwem z dniem 1 stycznia 1933 roku
- kapitan – 4 marca 1942 roku.

## Ordery i odznaczenia
- Krzyż Srebrny Orderu Virtuti Militari – pośmiertnie.
- Państwowa Odznaka Sportowa
- zwykły Znak Spadochronowy numer 0967

## Upamiętnienie
W lewej nawie kościoła św. Jacka przy ul. Freta w Warszawie odsłonięto w 1980 roku tablicę Pamięci żołnierzy Armii Krajowej, cichociemnych – spadochroniarzy z Anglii i Włoch, poległych za niepodległość Polski. Wśród wymienionych 110 poległych cichociemnych jest Bohdan Piątkowski.